# Korthaus’ Prachtgrundkärpfling
Korthaus’ Prachtgrundkärpfling (Nothobranchius korthausae) ist ein Killifisch aus der Gattung der Prachtgrundkärpflinge. Er wurde 1972 von Edith Korthaus erstmals entdeckt, nach Deutschland importiert und 1973 von Hermann Meinken zu Ehren der Finderin benannt. Die Art wird von der IUCN als „stark gefährdet“ (Endangered) eingestuft.

## Merkmale
Korthaus’ Prachtgrundkärpfling zeigt einen ausgeprägten Geschlechtsdimorphismus. Die männlichen Tiere existieren in zwei Varianten: Eine Form besitzt gelbe Flossen mit roten Streifen, die andere Form rote, unpaarige Flossen. Der Körper ist blau und rot gemustert. Die weiblichen Tiere sind unscheinbarer, leicht gräulich gefärbt, mit fast durchsichtigen Flossen.

## Ökologie und Vorkommen
Korthaus’ Prachtgrundkärpfling kommt endemisch auf der Insel Mafia vor. Dort lebt er in zeitweise trockenen Tümpeln und in Bächen, welche in der offenen Savanne, aber auch in bewaldeten Gebieten liegen können. Die Trockenzeit überlebt nur der Laich in den ausgetrockneten Tümpeln, in welchen Korthaus’ Prachtgrundkärpfling als Bodenlaicher ablaicht.

## Aquaristik
Die Aquarienhaltung ist anspruchsvoll. Im Aquarium sollte ein männliches Tier mit mehreren weiblichen Tieren gehalten werden. Das Aquarium sollte dicht bepflanzt sein und als Bodengrund Torf enthalten.